# Považská Bystrica
Považská Bystrica (em alemão: Waagbistritz; húngaro: Vágbeszterce) é uma cidade da Eslováquia, situada no distrito de Považská Bystrica, na região de Trenčín. Tem 90,56 km² de área e sua população em 2018 foi estimada em 39.569 habitantes.

## Demografia
| Ano:        | 1994   | 2004   | 2014   | 2024   |
| ----------- | ------ | ------ | ------ | ------ |
| Broj ljudi: | 42 737 | 42 320 | 40 569 | 36 961 |
| Razlika:    |        | -0,97% | -4,13% | -8,89% |

| Ano:               | 2023   | 2024   |
| ------------------ | ------ | ------ |
| Número de pessoas: | 37 261 | 36 961 |
| Diferença:         |        | -0,80% |